# Elena Ramos
Elena Ramos egy kitalált karakter a Dallasban. A Ewing család házvezetőnőjének lánya, aki együtt nőtt fel Jockey és Bobby fiával, Johnnal és Christopherrel. Először 2012. június 13-án jelent meg a sorozatban.